# Calceolaria tomentosa
Calceolaria tomentosa är en toffelblomsväxtart som beskrevs av Hipólito Ruiz López och Pav.. Calceolaria tomentosa ingår i släktet toffelblommor, och familjen toffelblomsväxter. Inga underarter finns listade i Catalogue of Life.

## Bildgalleri

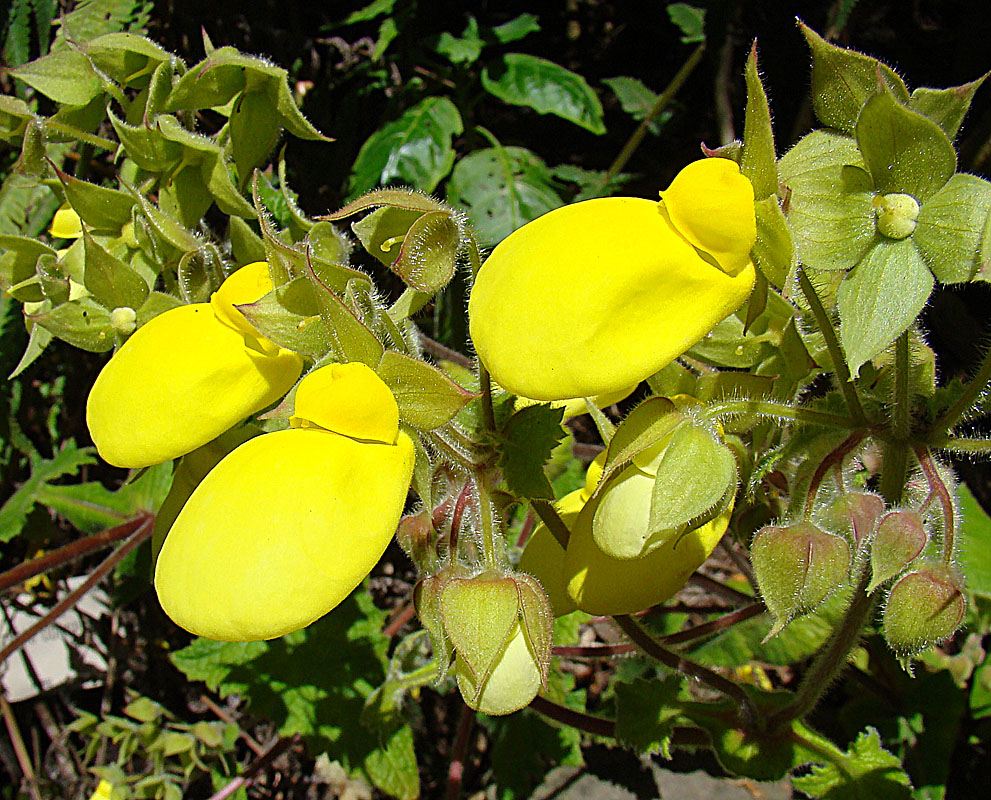